# 전홍렬
전홍렬(1964년 10월 3일 ~ 현재)은 대한민국의 연극 배우이다. 1991년 《유랑극단》으로 연극 데뷔 활동을 하였다.

## 학력
- 서울예술대학 연극과

## 출연작

### 연극
- 1991년 《유랑극단》
- 1991년 《비옹사옹》
- 1992년 《얼레야》
- 1992년 《오해》
- 1993년 《고도를 기다리며》
- 1994년 《엘렉트라》
- 1994년 《유희의 끝》

### 영화
- 1995년 《돈을 갖고 튀어라》... 호텔 직원 역
- 1996년 《꽃잎》... 양복 사내 역
- 1996년 《너희가 재즈를 믿느냐?》... 종말론자 2 역
- 1997년 《넘버 3》... 족제비 역
- 1999년 《간첩 리철진》... 수사요원 3 역
- 2001년 《조폭 마누라》... 목욕탕 건달 역
- 2002년 《공공의 적》... 감찰과 감시 역
- 2005년 《역전의 명수》... 독사 역
- 2010년 《대한민국 1%》... 북한 장교 역
- 2014년 《울언니》... 전 반장 역
- 2019년 《원펀치》... 박 관장 역

### 드라마
- 1995년 KBS 《땅울림》
- 1996년 MBC 《사과꽃 향기》
- 2002년 SBS 《야인시대》